# Aulus Granius
Aulus Granius (* in Puteoli; † 48 v. Chr.) war als Mitglied des römischen Geschlechts der Granii ein aus Puteoli stammender angesehener Ritter. Er gehörte während des Bürgerkriegs zwischen Gnaeus Pompeius Magnus und Gaius Iulius Caesar der Partei des letzteren an. Als Pompeius 48 v. Chr. monatelang vergeblich von seinem Gegenspieler bei Dyrrhachion belagert wurde, war Granius einer von jenen Offizieren Caesars, die im Verlauf der Kämpfe getötet wurden.